# Парк природе Мали Босут
Парк природе Мали Босут је парк природе у АП Војводини, у западном делу Срема и први на територији општине Шид. Заштићено подручје се простире дуж административне границе са републиком Хрватском.
На основу предлога Министарства заштите животне средине, Влада Републике Србије је усвојила на седници 1. фебруара 2024. Уредбу о проглашењу парка природе Мали Босут.

## Одлике
Подручје које се предлаже за заштиту обухвата остатке некада широко распрострањених природних станишта која су утицајем човека значајно измењена у протеклих 150 година. За разлику од већине других река и водотока на територији Војводине, на којима су спроведени захвати на уређењу тока, водоток Босут је у целини задржао свој изворни облик чинећи пространу целину водених и влажних типова станишта, приоритетних за заштиту на националном и међународном нивоу. Услед савременог начина газдовања шумама, реткост представљају и стари шумски комплекси храста лужњака непосредно уз ток Босута који обилују мртвим дрветом у различитим фазама распадања, неопходним за развој ларвених облика сапроксилних врста од међународног и националног значаја. Наведени остаци природних станишта у културном пределу аграрног типа имају улогу шумско-воденог еколошког коридора који обезбеђује очување биодиверзитета и опстанак строго заштићених и заштићених врста на овом подручју.
Заштићено подручје смештено је на алувијалној равни река Саве и Босута која представља најмлађи и најнижи геоморфолошки облик. Алувијална раван је настала таложењем материјала (песак, шљунак и муљ) који је доносила Сава током холоцена или алувијума. При формирању рељефа алувијалне равни целокупног простора највећи утицај имала је река Сава. Северно од данашњег корита Саве је корито Босута а јужно је корито Засавице. Обе ове реке су преузеле корито од реке Саве која се повукла у данашње границе што значи да је тим коритима некада протицала Сава. На подручју алувијалне равни Босута облици флувијалног рељефа су ређи и мање изражени у односу на Засавицу што указује на то да је Сава прво напустила корито којим тече Босут.
Флувио-барски рељеф обухвата облике настале комбинованим дејством флувијалног и барског процеса. Флувио-барско дно Панонског басена представља напуштени облик смењеног флувио-барског дна који је издвојен по самом дну Панонског басена. То је био простор на коме су се формирале водене површине присуством вишка воде. Према томе депоновање еолске прашине вршено је у воденој, речно-барској средини а након њиховог исушивања еолска прашина и пескови су депоновани на сувом тлу.

## Категорија заштићеног подручја
Заштићено подручје обухвата северозападни део доњег тока реке Босут у дужини од 8км, ушће каналисане Растовачке баре и шуме Драгановци и Кабларовац. Водоток Босут са својим обалним појасом представља еколошки коридор од међународног и националног изузетног значаја и природно добро сврстано у прву категорију заштите у површини од 282 ха. Подручје природног добра нема међународни статус заштите.

## Биљни и животињски свет
Присутна водена, мочварна, приобална и шумска станишта овог подручја представљају станиште за сто тридесет и један таксон виших биљака, двадесет и шест врста сисара, двадесет и седам врста бескичмењака, једанаест врста водоземаца, девет врста гмизаваца, сто осамнаест врста птица, шездесет и две врсте планктона и шеснаест врста риба од којих је велики број строго заштићених врста. На подручју су пронађене и две нове, заштићене биљне врсте.